# Hizb el-Harak
Pour les articles homonymes, voir Harak.
Hizb el-Harak (Parti du mouvement), anciennement Mouvement Tunisie Volonté (arabe : حراك تونس الإرادة transcrit en Harak Tounes Al Irada) ou MTV, aussi connu sous le nom d'Al Irada, est un parti politique tunisien fondé le 20 décembre 2015 par l'ancien président de la République Moncef Marzouki. Ses membres sont essentiellement issus du Congrès pour la République.

## Historique

Logo jusqu'en 2019.

Le parti est fondé le 20 décembre 2015. Le demande d'enregistrement du parti a lieu dès le 17 du même mois. L'annonce de la création du parti est auparavant annoncée le 4 décembre.
En janvier 2016, Zoubeir Mouelhi quitte le comité exécutif et le parti.
Le 14 février 2016, le CPR annonce sa fusion avec le Mouvement Tunisie Volonté. Cependant, des dirigeants du CPR, dont Samir Ben Amor et Abdelwahab Maatar, refusent la fusion.
Le procès opposant les deux factions du CPR sur le sort de la fusion est initialement fixé au 23 mars 2016. Cependant, le 4 mars, le tribunal de première instance de Tunis invalide le congrès extraordinaire ayant conduit à la fusion.
Par ailleurs, le 2 mars, la Présidence du gouvernement refuse de légaliser le parti. Le parti le justifie par des problèmes administratifs. Cette légalisation intervient finalement le 2 mai.
Le refus de la fusion est confirmé en appel le 21 juin. Le 2 janvier 2017, le Congrès pour la République annonce que la justice confirme la décision de la fusion avec le Mouvement Tunisie Volonté, ce qui met fin à l'existence légale du parti.
Le 1er mai 2017, lors du congrès constitutif du parti, Moncef Marzouki, seul candidat en lice, est élu à la tête de celui-ci.
Le 19 septembre 2018, 80 membres du parti, dont le secrétaire général Adnen Manser, quittent le parti.
Le 26 avril 2019, le parti prend le nom de Hizb el-Harak.
Le 26 avril 2022, dans le contexte de la crise politique, Ahmed Néjib Chebbi annonce la formation d'un Front de salut national composé de partis et mouvements tels que Ennahdha, Au cœur de la Tunisie, la Coalition de la dignité, Hizb el-Harak, Al Amal ainsi que des groupes de « citoyens contre le coup d'État » pour s'opposer au président Kaïs Saïed.

## Comité politique
Il est constitué de soixante membres dont des députés de l'assemblée constituante de 2011 et de l'Assemblée des représentants du peuple.
- Moncef Marzouki
- Ibtissem Trigui
- Ibrahim Ben Saïd[24]
- Habib Bouajila
- Sadok Jebnoun
- Larbi Ben Salah Abid[25]
- Imen Jaziri
- Ines Jedidi
- Béchir Nefzi[25]
- Belgacem Chamakh
- Jamel Touir[25]
- Jounaidi Taleb
- Khaled Belhaj[25]
- Khaled Traouli
- Dorra Ismail
- Rabiî Abdi[25]
- Zoubeir Mouelhi
- Zouhair Ismail
- Sami Sadki
- Salim Ben Hamidane[25],[26]
- Seif El-Islam Fejjari
- Chaker Houki
- Cherif Lazzem
- Sabri Dekhil[24]
- Tarek Kahlaoui
- Abdelbasset Sammari
- Abdesselam Chaabane[25]
- Abdelwahed Yahiaoui
- Adnen Manser
- Issam Ayari
- Afef Bouthemna
- Ali Bouali
- Imed Daïmi[24]
- Amor Chetoui[25]
- Ghassen Manaâ
- Ghassen Marzouki
- Kaïs Matar
- Karim Samâali
- Lotfi Nalouti
- Lamia Khemiri
- Lamia Ben Ayed
- Lamine Bouazizi
- Leith Lakhoua
- Leïla El-Fil
- Mémia El Benna[27]
- Mabrouk Hrizi[24]
- Mohamed Ali Ferchichi
- Mahmoud Besserour
- Mariem Dabi
- Mouna Ben Nasr
- Nabil Abdennadher
- Najoua Thabet Kehila
- Houaida Dahbel
- Wissam Yassine[25]
- Yassine Rekik
- Ahmed Belgacem
- Amer Ayed
- Habib Ben Oueghrem
- Amor Sifaoui
- Hichem Ben Hmadou

### Président
- Moncef Marzouki (2015-2019)
- Khaled Traouli (depuis 2019)

### Président d'honneur
- Moncef Marzouki (depuis 2019)

### Secrétaires généraux
- Adnen Manser (2015-2018)
- Dorra Ismaïl (2018-2019)
- Lamia Khemiri (depuis 2019)

## Résultats électoraux

### Élections présidentielles
| Année | Candidat              | Voix                  | %                     | Résultat              |                       |
| ----- | --------------------- | --------------------- | --------------------- | --------------------- | --------------------- |
| 2019  | Moncef Marzouki       | 100 338               | 2,97                  | 11e                   |                       |
| 2024  | Boycott des élections | Boycott des élections | Boycott des élections | Boycott des élections | Boycott des élections |

### Élections municipales
| Année | Voix   | Rang | Conseillers | %    | Maires  | %    |
| ----- | ------ | ---- | ----------- | ---- | ------- | ---- |
| 2018  | 23 998 | 8e   | 84 / 7212   | 1,33 | 1 / 350 | 1,19 |